# Escansió
L'escansió (d'escandir, i aquest del llatí, scandĕre, que significa pujar, mesurar els versos) és la tècnica mitjançant la qual es mesuren i divideixen les diferents parts d'un vers (les seves síl·labes, els peus, el metro, etc.).